# جون كينغ (لاعب كريكت)
جون كينغ (16 أبريل 1871 في المملكة المتحدة - 18 نوفمبر 1946) (بالإنجليزية: John King)‏ هو لاعب كريكت بريطاني (وحمل سابقاً جنسية المملكة المتحدة لبريطانيا العظمى وأيرلندا). شارك مع منتخب إنجلترا للكريكت.

## وصلات خارجية
- جون كينغ (لاعب كريكت) على موقع إي آس بي آن كريك إنفو (الإنجليزية)